# Foncine-le-Haut

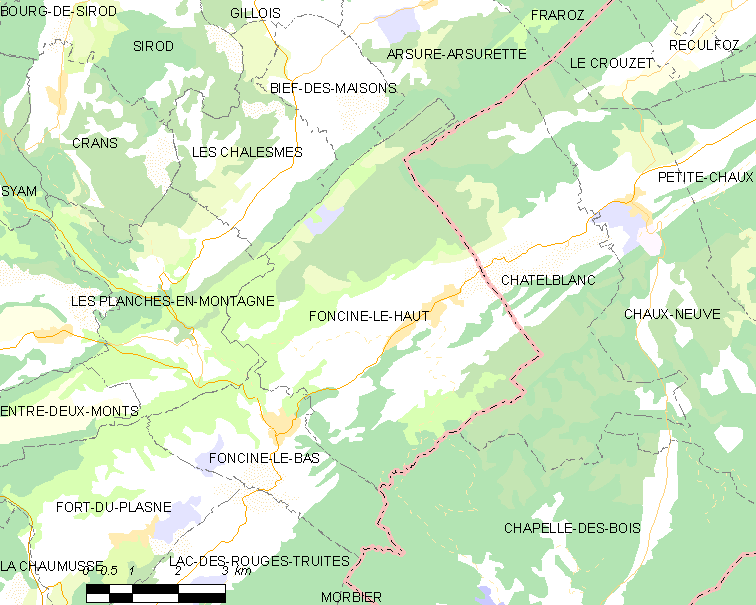

Foncine-le-Haut ist eine Gemeinde im französischen Département Jura in der Region Bourgogne-Franche-Comté.

## Geographie
Foncine-le-Haut liegt auf 860 m, etwa 16 Kilometer südöstlich der Stadt Champagnole (Luftlinie). Das Dorf erstreckt sich im Jura, in einem offenen Talbecken an der Mündung des Brideau in die Saine, zwischen den Waldhöhen von Haute Joux im Norden und Mont Noir im Süden.
Die Fläche des 28,95 km² großen Gemeindegebiets umfasst einen Abschnitt des französischen Juras. Die Landschaft ist geprägt durch Geländekämme und Längsmulden, die gemäß der Streichrichtung des Faltenjuras in dieser Region in Richtung Südwest-Nordost orientiert sind. Der zentrale Teil des Gebietes wird von der rund 2,5 km breiten Längsmulde der Saine eingenommen, das in geologischer Hinsicht eine Synklinale bildet. Die Saine entspringt nördlich des Dorfes in einem Felszirkus am Fuß des Croz Mont. Im Talbecken von Foncine-le-Haut nimmt sie von Osten den Brideau auf und fließt danach durch eine offene Talniederung nach Südwesten.
Flankiert wird diese Längsmulde im Süden von der Waldhöhe des Mont Noir (bis 1201 m). Nach Nordwesten erstreckt sich das Gemeindeareal über den Steilhang der Côte du Bayard auf die dicht bewaldete Hochfläche des Croz, die zum Kettensystem der Haute Joux gehört. Charakteristisch für die Hochfläche sind die Karsterscheinungen, wie beispielsweise Karrenfelder und Dolinen. Mit 1206 m wird auf dem Croz Mont die höchste Erhebung von Foncine-le-Haut erreicht. Dieser Bergkamm fällt mit einer Felswand steil zur teilweise vermoorten Combe von Entre Côtes ab. Die Nordwestgrenze liegt auf der Geländerippe der Forêt de la Haute Joux (1150 m). Im Westen reicht der Gemeindeboden bis an den Rand des Durchbruchtals der Saine im Bereich von Les Planches-en-Montagne. Das Gemeindegebiet ist Teil des Regionalen Naturparks Haut-Jura (frz.: Parc naturel régional du Haut-Jura).
Zu Foncine-le-Haut gehören neben dem eigentlichen Ort auch zahlreiche Weiler, Hofgruppen und Einzelhöfe, darunter:
- Le Bas de la Ville (890 m) in der Talmulde der Saine
- La Chevry (844 m) an der Saine
- Les Ruines (948 m) auf einem Plateau am Südfuß der Côte du Bayard
- Sous le Bayard (930 m) auf einem Plateau vom Südfuß der Côte du Bayard
- Gros Voisiney (900 m) auf einer Anhöhe östlich des Talbeckens von Foncine-le-Haut
- Les Petetins (950 m) am Hang südlich des Talbeckens von Foncine-le-Haut
- Sur la Côte (958 m) auf einer Hochfläche südlich des Tals der Saine
- Sous le Mont Noir (1008 m) auf einem Geländevorsprung am Nordfuß des Mont Noir
- Le Voisiney-Sauvonet (899 m) auf einer Anhöhe östlich des Talbeckens von Foncine-le-Bas

Nachbargemeinden von Foncine-le-Haut sind Les Chalesmes, Bief-des-Maisons und Arsure-Arsurette im Norden, Châtelblanc im Osten, Chapelle-des-Bois im Süden sowie Foncine-le-Bas und Les Planches-en-Montagne im Westen.

## Geschichte
Streufunde weisen darauf hin, dass das Gemeindegebiet von Foncine-le-Haut bereits in vorgeschichtlicher Zeit (Menhir von La Chevrerie) und während der Römerzeit besiedelt war. Der Ortsname Foncine, der im 13. Jahrhundert erstmals urkundlich erwähnt wird, entwickelte sich im Lauf der Jahrhunderte aus dem ursprünglichen fond de la Saine (Talgrund der Saine). Seit dem Mittelalter gehörte Foncine-le-Haut zur Herrschaft Château-Vilain. Es bildete darin eine Baronie und erhielt im 14. und 15. Jahrhundert gewisse Freiheitsrechte zugesprochen. Zusammen mit der Franche-Comté gelangte das Dorf mit dem Frieden von Nimwegen 1678 an Frankreich. Im Jahr 1790 wurde Foncine-le-Haut nach der Aufteilung der Großgemeinde Foncine eine eigenständige Gemeinde.

## Sehenswürdigkeiten
Die Pfarrkirche Saint-Léger in Foncine-le-Haut wurde im 16. Jahrhundert erbaut und im 17. Jahrhundert umgestaltet. Aus dem 18. Jahrhundert stammt die Kapelle von Les Ruines; ferner ist auch die Kapelle Saint-Joseph aus dem 17. Jahrhundert zu erwähnen. Zu den Natursehenswürdigkeiten zählt die Karstquelle der Saine nördlich des Dorfes.
|  |  |

## Bevölkerung
| Jahr                       | 1962 | 1968 | 1975 | 1982 | 1990 | 1999 | 2006 | 2017 |
| Einwohner                  | 728  | 785  | 710  | 773  | 855  | 945  | 1024 | 1063 |
| Quellen: Cassini und INSEE |      |      |      |      |      |      |      |      |

Mit 1107 Einwohnern (Stand 1. Januar 2022) gehört Foncine-le-Haut zu den kleineren Gemeinden des Départements Jura. Nachdem die Einwohnerzahl in der ersten Hälfte des 20. Jahrhunderts markant abgenommen hatte (1881 wurden noch 1230 Personen gezählt), wurde seit Mitte der 1970er Jahre wieder eine deutliche Bevölkerungszunahme verzeichnet.

## Wirtschaft und Infrastruktur
Foncine-le-Haut war lange Zeit ein vorwiegend durch die Landwirtschaft, insbesondere Viehzucht und Milchwirtschaft, sowie durch die Forstwirtschaft geprägtes Dorf. Entlang der Saine siedelten sich schon im 17. Jahrhundert Betriebe an, die von der Wasserkraft abhängig waren, beispielsweise Mühlen, Sägereien und Gerbereien. Im Lauf der Zeit wurden diese Betriebe ergänzt durch Käsereien, Schmieden und Uhrenwerkstätten. Heute gibt es verschiedene Unternehmen des Klein- und Mittelgewerbes, darunter Betriebe der Kunststoffverarbeitung, der Mikromechanik und des Apparatebaus.
Die Ortschaft liegt abseits der größeren Durchgangsstraßen an der Hauptstraße D437, die von Saint-Laurent-en-Grandvaux nach Pontarlier führt. Der Betrieb einer elektrischen Trambahn, welche Foncine-le-Haut mit Champagnole verband, wurde 1950 eingestellt und durch eine Buslinie ersetzt.